# Megaselia brachyprocta
Megaselia brachyprocta är en tvåvingeart som beskrevs av Borgmeier 1964. Megaselia brachyprocta ingår i släktet Megaselia och familjen puckelflugor.
Artens utbredningsområde är Arizona. Inga underarter finns listade i Catalogue of Life.